# 入江圣奈
入江圣奈（日语：／ Irie Sena，2000年10月9日—），日本女子拳击运动员。她曾代表日本参加2020年夏季奥林匹克运动会拳击比赛，获得女子57公斤级金牌，成为历史上首位获得奥运女子拳击金牌的日本选手。